# Черепин (Черкасская область)
Черепи́н (укр. Черепин) — село в Корсунь-Шевченковском районе Черкасской области Украины. Село Черепин расположено в 15 км от районного центра г. Корсунь-Шевченковский, в 17 км от железнодорожной станции Корсунь.
Население по переписи 2001 года составляло 464 человека.

## Название
Есть две версии названия села: что название происходит от слова «череп», хотя причины этого названия не выяснены, можно было бы предположить, что поселение было основано на месте массового захоронения или великой битвы («поля, усеянного черепами»), однако, принимая во внимание национальные традиции местных крестьян, такое предположение кажется маловероятным; более вероятной является вторая версия происхождения названия села, а именно: от слова «черепки» (остатков изделий из глины), или «черепицы» — кровельного материала.

## История
Основано в конце XV века. С XV по XIX века в селе действовал мужской монастырь, где и производилась глиняная посуда, пользовавшаяся спросом в округе. В XIX-м веке монастырь был разрушен.

## Известные личности
В селе родился:
- Михаил Федорович Кузьменко (1939—2008) — начальник Ильичевского морского торгового порта в 1989—1993 гг.